# Dubrava (gmina Bojnik)
Dubrava (cyr. Дубрава) – wieś w Serbii, w okręgu jablanickim, w gminie Bojnik. W 2011 roku liczyła 22 mieszkańców.